# Руденський Андрій Вікторович
Руденський Андрій Вікторович — популярний радянський і російський актор театру, кіно, телебачення і дубляжу.

## Життєпис
Народ. 26 січня 1959 р. у м. Свердловськ (РРФСР). 1978 року закінчив із червоним дипломом Уральський політехнікум у Свердловську за спеціальністю «прокатне виробництво». Потім три роки навчався у Свердловському архітектурному інституті. На третьому курсі інституту грав у театральній студії, де й задумався про правильність обраної ним професії.
Закінчив Вище театральне училище імені М. С. Щепкіна (1984). 
У 1989—2001 рр. — актор Московського Нового драматичного театру. 
Знявся більше ніж у дев'яноста кінофільмах і телесеріалах («Життя Клима Самгіна» (1986-88, головна роль), «Турецький гамбіт» (2005, Лествицький) та ін.).
Знімався в картинах українських кіностудій («Морський вовк» (1990, т/ф, 4 с, Хемфрі ван Вейден), «Вітчим» (2007, Леонід), а також в російсько-українських кінострічках («Золоті хлопці» (2005, т/с), «Під знаком Діви» (2007), «Даїшники» (2008, т/с), «Гроші для доньки» (2008), «Штрафник» (2016, т/с), «Зорге» (2017, т/с) та ін.).
Фігурант бази даних центру «Миротворець» (свідоме порушення державного кордону України: участь у зйомках серіалу «Вурдалаки» (2015, реж. С. Гінзбург) на території окупованого Росією Криму).

## Фільмографія
- «Життя Клима Самгіна» (1986—1988, т/ф, Клим Самгін)
- «Морський вовк» (1990, т/ф, 4 с, Хемфрі ван Вейден; Одеська кіностудія, реж. І. Апасян)
- «Фуфло» (1990, Віктор Калошин)
- «Біси» (1992, Микола Всеволодович Ставрогін)
- «Роман „alla russa“» (1994, Маріо Фоніцетті, італійський художник)
- «Брат нашого Бога» (1997, Станіслав; реж. Кшиштоф Зануссі)
- «Зупинка на вимогу» (2000—2001, т/с, Сергій Кленін)
- «Каменська. Частина 2» (2002, т/с, «Я помер учора», Андрій Лутов, заступник директора реабілітаційного центру)
- «Срібло і чернь» (2003, документальний; Владислав Ходасевич)
- «Турецький гамбіт» (2005, т/с, Лествицький)
- «Єсенін» (2005, т/с, Олександр Блок)
- «Золоті хлопці» (2005, т/с, Максим Миколайович Вітров, банкір; реж. Б. Небієрідзе)
- «Вовкодав з роду Сірих Псів» (2006, Тілорн)
- «Тихий Дон» (2006, т/с, Євгеній Листницький)
- «Під знаком Діви» (2007, Володимир)
- «Доглядальниця» (2007, Юра)
- «Гроші для доньки» (2007, Юрій Романович Кузнєцов, дипломат)
- «Вітчим» (2007, Леонід; реж. А. Бенкендорф, Україна)
- «Адмірал» (2008, т/с, Алексєєвський)
- «Даїшники» (2008, т/с)
- «Катерина» (2014,  т/с, герцог  Антон Ульріх)
- «Вурдалаки» (2016, т/с, Вітольд)
- «Штрафник» (2016, т/с, Хром)
- «Зорге» (2017, т/с, Ейген Отт)
- «Менталіст» (2018, т/с, (серія № 1 «Наслідувач серійного вбивці»); Арсеній Багрицький, директор клініки «Lifemed»; Росія—Україна)
- «Чернетка» (2018, Данило Сергійович, батько Кирила Максимова, вчений-історик)
- «Чорне море» (2020, т/с, Адріан Котряну, начальник розвідшколи абверу, полковник, граф)
- рос. «Ищейка 6» (2021, т/с, 4 с; Морозов, московський суддя)
- «Анатомія серця» (2021, т/с, Бєльський) та інші...